# Cantonul Aubière
Cantonul Aubière este un canton din arondismentul Clermont-Ferrand, departamentul Puy-de-Dôme, regiunea Auvergne, Franța.

## Comune
- Aubière (reședință)
- Pérignat-lès-Sarliève
- Romagnat